# Platanthera nubigena
Platanthera nubigena är en orkidéart som beskrevs av Achille Richard och Henri Guillaume Galeotti. Platanthera nubigena ingår i släktet nattvioler, och familjen orkidéer. Inga underarter finns listade i Catalogue of Life.